# Нова-Сири
Нова-Сири (итал. Nova Siri) — коммуна в Италии, расположена в регионе Базиликата, подчиняется административному центру Матера.
Население составляет 6413 человек, плотность населения составляет 123 чел./км². Занимает площадь 52 км². Почтовый индекс — 75020. Телефонный код — 0835.
Покровителями коммуны почитаются святой Иосиф Обручник, празднование 17 марта, и San Antonio, празднование 13 июня.